# Hibridación in-situ cromogénica
CISH o también llamada hibridación in-situ cromogénica (chromogenic in situ hybridization), es una técnica en la que una hebra de ADN o ARN complementaria se usa para localizar un ADN o ARN específico en una muestra de tejido.
La metodología puede ser utilizada para evaluar amplificación de genes, deleción de genes, translocaciones cromosómicas y número de cromosomas. Es muy parecido a la técnica FISH, concuerda 86%-96% con el FISH, pero en este caso se usa una sonda de color visible y no fluorescente, como es el caso del FISH. Por eso tiene la ventaja de ser más barata, ya que sólo requiere un microscopio de campo claro y no necesita fluorescencia.
El problema es que todavía dan demasiado ruido de fondo y existe la dificultad de detectar copias simples. Hay problemas a la hora de ver muchas copias por núcleo y manchas difusas que no nos deja distinguir bien el número de copias como sí lo haría el FISH.
Por otro lado la técnica tiene alta especificidad pero es poco sensible. Por ello se pueden obtener falsos negativos. 
El CISH ofrece:
1. Evaluación del estatus del gen a la misma vez que se evalúa la morfología del tejido.
2. Resultados cuantitativos.
3. Uso sencillo con microscopia.

- Datos: Q5113886